# Tha Last Meal
Tha Last Meal is het vijfde studioalbum van de Amerikaanse rapper Snoop Dogg. Het werd uitgebracht op 19 december 2000.

## Tracklist
| Nr. | Titel                                                                   | Producer(s)                | Duur |
| --- | ----------------------------------------------------------------------- | -------------------------- | ---- |
| 1.  | Intro                                                                   | Dr. Dre                    | 1:21 |
| 2.  | Hennesey n Buddah (met Kokane)                                          | Dr. Dre                    | 4:11 |
| 3.  | Snoop Dogg (What's My Name Pt. 2)                                       | Timbaland                  | 4:03 |
| 4.  | True Lies (met Kokane)                                                  | Dr. Dre, Mike Elizondo     | 4:00 |
| 5.  | Wrong Idea (met Bad Azz, Kokane & Lil' ½ Dead)                          | Jelly Roll                 | 4:14 |
| 6.  | Go Away (met Kokane)                                                    | Keith Clizark, Meech Wells | 4:52 |
| 7.  | Set It Off (met MC Ren, The Lady of Rage, Ice Cube, Nate Dogg & Kurupt) | Timbaland                  | 4:37 |
| 8.  | Stacey Adams                                                            | Battlecat                  | 4:35 |
| 9.  | Lay Low (met Nate Dogg, Butch Cassidy. Tha Eastsidaz & Master P)        | Dr. Dre, Mike Elizondo     | 3:43 |
| 10. | Bring It On (met Suga Free & Kokane)                                    | Jelly Roll                 | 4:17 |
| 11. | Game Court (skit) (met Mac Minister)                                    | Studio Ton                 | 2:10 |
| 12. | Issues                                                                  | Meech Wells                | 2:35 |
| 13. | Brake Fluid (Biiittch Pump Yo Brakes)                                   | Scott Storch               | 5:56 |
| 14. | Ready 2 Ryde (met Eve)                                                  | Scott Storch               | 4:21 |
| 15. | Loosen' Control (met Soopafly & Butch Cassidy)                          | Soopafly                   | 4:09 |
| 16. | I Can't Swim                                                            | Jelly Roll                 | 4:17 |
| 17. | Leave Me Alone                                                          | Battlecat                  | 4:12 |
| 18. | Back Up Off Me (met Master P & Magic)                                   | Carlos Stephens            | 5:15 |
| 19. | Y'all Gone Miss Me (featuring Kokane)                                   | Scott Storch               | 4:15 |